# Бехштейн, Карл
Фридрих Вильгельм Карл Бехштейн (нем. Friedrich Wilhelm Carl Bechstein; 1826—1900) — немецкий фортепианный мастер, основатель компании по производству фортепиано C. Bechstein Pianofortefabrik.

## Биография

### Ранние годы
Родился 1 июня 1826 года в городе Гота (герцогство Саксен-Гота, ныне — земля Тюрингия, Германия). Учился и работал во Франции и Англии в качестве мастера по изготовлению фортепиано, после чего начал самостоятельно производить данный вид музыкальных инструментов. Первые его пианино и рояли были выпущены другими фирмами. С 1844 по 1848 г. работал в Дрездене как местный производитель фортепиано, затем, переехав в Берлин, работал на фортепианной фабрике Perau, располагавшейся по адресу: Беренштрассе, 56 (Behrenstraße, 56). В 1849-м, работая по найму, изготавливал фортепиано в Париже. Вернувшись в Берлин, вновь трудился на фабрике Perau.

### Фортепианная фабрика C. Bechstein
1 октября 1853 года в Берлине Карл Бехштейн основал собственную фабрику по производству фортепиано C. Bechstein Pianofortefabrik. При изготовлении инструментов он старался удовлетворить большим запросам, предъявляемым к фортепиано виртуозами того времени, такими, к примеру, как Ференц Лист. В 1857 году в Берлине пианист Ханс фон Бюлов, ученик Листа, дал первое публичное выступление за роялем Бехштейна, исполнив «Сонату си-минор» Ф. Листа. К 1870 году, с одобрения Ф. Листа и Х. фон Бюлова, фортепиано Бехштейна стали основными во многих концертных залах и частных домах. Ф. Лист, К. Дебюсси и Ф. Бузони отдавали предпочтение инструментам Бехштейна, восхищаясь их звучанием и считая их наиболее подходящими для воплощения своих шедевров. Вскоре фирма C. Bechstein вошла в тройку мировых лидеров среди производителей фортепиано, в этом числе оказались также Blüthner и Steinway & Sons.

### Расцвет фирмы
В 1880 году в Берлине открылась вторая фабрика по производству фортепиано, а в 1897-м — третья, в Кройцберге. Период с 1870 по 1914 г. принёс фирме самый существенный рост продаж. В 1885-м Бехштейн впервые поставил фортепиано королеве Великобритании Виктории; расписанный золотом инструмент был доставлен в Букингемский дворец. Позже несколько других фортепиано Бехштейна были установлены в Виндзорском замке и других королевских резиденциях. В январе 1886 года фирма C. Bechstein оказалась в числе производителей, обладающих правом на поставку продукции британскому королевскому двору. Множество салонов и богатых домов Лондона последовали этому примеру и предоставили Бехштейну аналогичные права. Посольства Великобритании в нескольких странах также приобрели фортепиано его фирмы.
В 1885 году Карл Бехштейн открыл в Лондоне филиал, который впоследствии разросся, превратившись в огромный выставочный зал и главное торговое представительство фирмы в Европе. Затем, несколькими годами позже, открылись выставочные залы в Париже и Санкт-Петербурге. В Лондоне компания потратила £ 100000 на строительство концертного зала Бехштейн Холл, смежного с Лондонским выставочным залом. Он открылся 31 мая 1901 года.
В период между 1901 и 1914 гг. фирма C. Bechstein стала главным поставщиком фортепиано в Лондоне. К этому времени она уже была официальным производителем данного инструмента для российского императора, королевских дворов Испании, Бельгии, Нидерландов, Италии, Швеции, Норвегии, Австрии, Дании, для других членов королевских семей, а также аристократии. Список происходивших из королевских фамилий клиентов C. Bechstein можно отыскать на деках винтажных инструментов, изготовленных компанией до Второй мировой войны. Этот список — оригинальная фабричная марка, своего рода логотип, он может быть виден под струнами в центре фортепианной деки.
Карл Бехштейн скончался 6 марта 1900 года в Берлине. Компания, возглавляемая его сыном, продолжила работать. В 1900—1914 гг. C. Bechstein был одним из мировых лидеров среди производителей фортепиано, имея 1100 мастеров и рабочих и выпуская по 5 тысяч инструментов в год.